# Гунтер, Валентина Михайловна
Валентина Михайловна Гутнер (урожд. Чепёлкина; род. 5 января 1946) — советская спортсмен-подводница.

## Биография
Чемпионка Европы, чемпионка СССР по подводному ориентированию, рекордсменка мира, мастер спорта по подводному плаванию.
Выпускница педагогического института им. Герцена.
Работает детским тренером в санкт-петербургском бассейне спортивного клуба Демида Момота «Петроградец», преподаватель высшей категории.